# Russkaja (forskningsstation)
Russkaya Station (norska: Russkaja-stasjonen (Russland), Russkaja) är en forskningsstation i Antarktis. Den ligger i Västantarktis. Inget land gör anspråk på området.
Terrängen runt Russkaya Station är platt åt nordost, men åt sydost är den kuperad. Havet är nära Russkaya Station åt nordväst. Trakten är obefolkad. Det finns inga samhällen i närheten.